# Sergei Gennadjewitsch Gukow

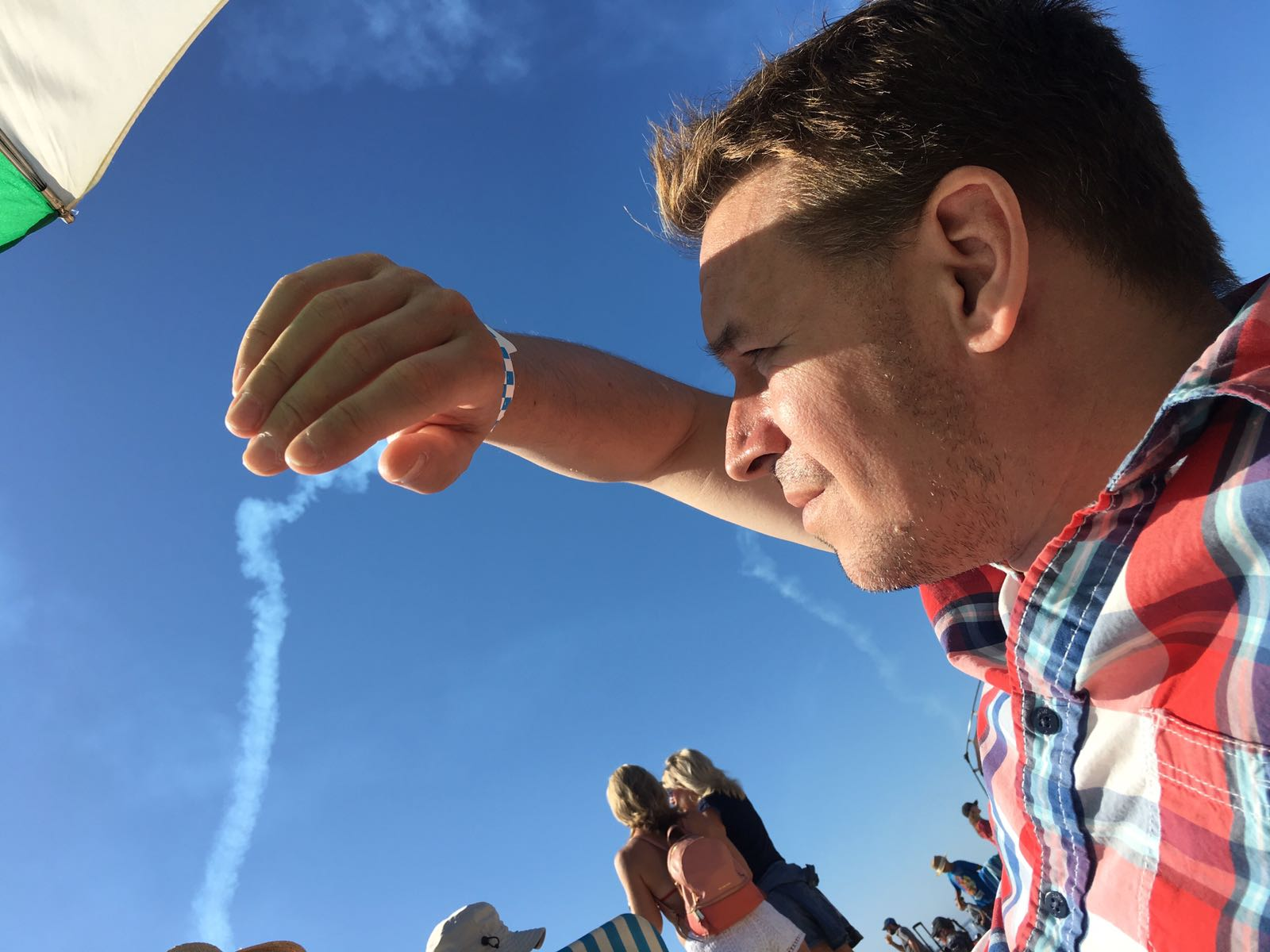
Sergei Gennadjewitsch Gukow, 2019

Sergei Gennadjewitsch Gukow (russisch Сергей Геннадьевич Гуков, englische Transkription Sergei Gennodievich Gukov; * 17. April 1977 in Moskau) ist ein russischer theoretischer Physiker und Mathematiker, der sich mit Stringtheorie und verwandten Gebieten befasst.
Gukow erhielt 1992 den ersten Preis der Physik-Olympiade in Russland und den ersten Preis der Moskauer Mathematikolympiade. Er studierte Mathematik und Physik am Moskauer Institut für Physik und Technologie mit dem Vordiplom-Abschluss 1997 und an der Princeton University mit dem Master-Abschluss in Physik 1999 und der Promotion bei Edward Witten 2001. Danach war er an der Harvard University. Seit 2004 ist er Professor am Caltech und ab 2006 war er zeitweise außerdem Professor an der University of California, Santa Barbara.
In Russland war er auch am Landau-Institut für Theoretische Physik und am ITEP.
Neben Stringtheorie, Quantengravitation, M-Theorie und ähnlichen Gebieten befasst er sich auch mit verwandten mathematischen Fragen, zum Beispiel in der Knotentheorie. Mit Albert Schwarz und Cumrun Vafa gab er 2004 eine physikalische Interpretation der Khovanov-Homologie, aufbauend auf Arbeiten von Vafa und Hirosi Ooguri.
Er war 1994 bis 1995 Stipendiat der Soros Stiftung in Physik, 1995 bis 1996 Stipendiat des Präsidenten der Russischen Föderation und 1996/97 der russischen Regierung und 2001 bis 2006 Fellow des Clay Mathematics Institute und 2007 Sloan Fellow. 2000 erhielt er den Pomerantschuk-Preis für Nachwuchswissenschaftler des ITEP.
Er ist auswärtiges Mitglied des Max-Planck-Institut für Mathematik. 2007 war er am Institute for Advanced Study.

## Schriften
- S. Gukov: M-theory on manifolds with exceptional holonomy. In: Fortschr. Phys. Band 51, 2003, S. 719–731.
- Sergei Gukov, Edward Witten: Gauge theory, ramification and the geometric Langlands program. In: Barry Mazur et al. (Hrsg.): Current developments in Mathematics 2006. International Press/American Mathematical Society, 2008, arxiv:hep-th/0612073.
- S. Gukov, Albert S. Schwarz, Cumrun Vafa: Khovanov-Rozansky homology and topological strings. In: Lett. Math. Phys. Band 74, 2005, S. 53–74, doi:10.1007/s11005-005-0008-8, arxiv:hep-th/0412243.
- Gauge theory and knot homologies. In: Fortschr. Phys. Band 55, 2006, S. 473–490, doi:10.1002/prop.200610385, arxiv:0706.2369.
- Robbert Dijkgraaf, Sergei Gukov, Andrew Neitzke, Cumrun Vafa: Topological M-theory as Unification of Form Theories of Gravity. In: Adv. Theor. Math. Phys. Band 9, 2005, S. 603–665, arxiv:hep-th/0411073.
- Sergei Gukov, Bobby S. Acharya: M theory and Singularities of Exceptional Holonomy Manifolds. In: Physics Reports. Band 392, 2004, S. 121–189, doi:10.1016/j.physrep.2003.10.017, arxiv:hep-th/0409191.